# نهر أرغون
نهر أرغون أو أرجون (Buryat ergene gol ؛ (بالمنغولية: Эргүнэ мөрөн)‏ ، Ergüne mörön) هو نهر طوله 1,007 ميل (1,621 كـم) ويشكل جزءًا من الحدود الشرقية بينالصين وروسيا، جنبًا إلى جنب مع نهر آمور (هيلونغ جيانغ). تعرف الروافد العليا بنهر هايلار في الصين. يمثل نهر أرجون الحدود (التي أنشأتها معاهدة نرتشينسك في عام 1689) بين روسيا والصين لحوالي 944 كيلومتر (587 ميل)، حتى يلتقي نهر آمور.

## التسمية
الاسم مشتق من كلمة Urgengol من لغة بوريات والتي تعني «نهر عريض». الكلمة المنغولية "ergün" (بالأبجدية المنغولية التقليدية) أو "örgön" (في المنغولية الحديثة) تعني «واسعة».

## الجغرافيا
يتدفق النهر من المنحدر الغربي لسلسلة شينغان الكبرى في منغوليا الداخلية بالصين، ويشكل الجانب الصيني من النهرين اللذين يتدفقان معًا لإنتاج نهر أمور (هيلونغ). يشكل التقاءه بنهر شيلكا في أوست ستريلكا على الجانب الروسي نهر آمور.

## خيرلين-ارجون-آمور
في السنوات التي ترتفع فيها معدلات هطول الأمطار، قد تفيض بحيرة هولون الواسعة على شاطئها الشمالي، وتلتقي المياه مع نهر أرجون بعد حوالي 30 كيلومتر (19 ميل). يبلغ إجمالي طول نظام خيرلين-ارجون-آمور حوالي 5,052 كيلومتر (3,139 ميل).

## التاريخ
يوجد في التاريخ السري للمغوليين أسطورة تتعلق بـ Ergüne hun. في هذه الأسطورة، ساد المغول على القبائل الأخرى وقاموا بالمذابح، حتى لم يبقى إلا رجلين وامرأتين. فرت هاتان العائلتان خوفًا من العدو إلى المناطق الوعرة، التي شملت الجبال والغابات والتي لم يكن لها طريق ممهد. من بين تلك الجبال كان هناك وفرة العشب والمناخ الصحي للسهوب. ثم تقول الأسطورة أنه في إرجون-خون، تضاعف المغول وأصبحوا سادة صهر الحديد والحدادة. وفقًا للأسطورة فإن فن صهر الحديد هو الذي ساعدهم على الهروب من مضائق الجبال في نطاق السهول المنغولية إلى Kherlen (Kelulun) ونهر Onon.
قبل ظهور المغول، كان حوض نهر آمور موطنا لقبائل معينة من جورشن، الذين أسسوا ممالك لياو (907-1125) وجين (1115-1234) في شمال الصين. ويدعي شعب المانشو الذي أسس سلالة كينغ (1644–1912) أنه ينحدر من جورشن. في أعقاب الغزو الروسي لسيبيريا في القرن السابع عشر، تم إضفاء الطابع الرسمي على العلاقات الروسية الصينية في معاهدة نرتشينسك لعام 1689، التي حددت نهر أرغون كحدود بين الصين وروسيا. ومع ذلك قبل ضم آمور لمنطقة منشوريا الخارجية، امتدت حدود الصين لتشمل ما يسمى أربعة وستون قرية شرق النهر في أمور أوبلاست الحالية، وخاباروفسك الجنوبية، وجميع بريمورسكي كراي. على الرغم من أن آمور حدد الحدود الشرقية الصينية الروسية في المنطقة، إلا أنه سيكون فقط في اتفاقية الحدود الصينية السوفيتية لعام 1991 عندما يتم حل جميع النزاعات الحدودية بين الصين والاتحاد السوفيتي.